# 734 (numero)
Settecentotrentaquattro (734) è il numero naturale dopo il 733 e prima del 735.

## Proprietà matematiche
- È un numero pari.
- È un numero composto con 4 divisori: 1, 2, 367, 734. Poiché la somma dei suoi divisori (escluso il numero stesso) è 370 < 734, è un numero difettivo.
- È un numero semiprimo.
- È un numero omirpimes.
- È un numero intero privo di quadrati.
- È un numero di Ulam.
- È un numero congruente.
- È un numero intero privo di quadrati.
- È un numero nontotiente (per cui la equazione φ(x) = n non ha soluzione).
- È un numero odioso.
- È parte della terna pitagorica (734, 134688, 134690).

## Astronomia
- 734 Benda è un asteroide della fascia principale del sistema solare.
- NGC 734 è una galassia spirale della costellazione del Balena.

## Astronautica
- Cosmos 734 è un satellite artificiale russo.